# Scheffelsberg
Der Scheffelsberg (tschechisch Korec) ist ein 981,3 m ü. NHN hoher bewaldeter Berg südlich von Jugel im westlichen sächsischen Erzgebirge. Direkt über seinen Gipfel verläuft die Grenze zwischen Sachsen und Tschechien.
Im Winter führt eine Loipe am Scheffelsberg von Henneberg in Richtung Grenze. Bei guter Sicht bietet sich vom Buchschachtelberg durch die Bäume ein weiter Blick auf das sächsisch-böhmische Obererzgebirge.